# シャルル＝フィリップ・ドルレアン (1905-1970)

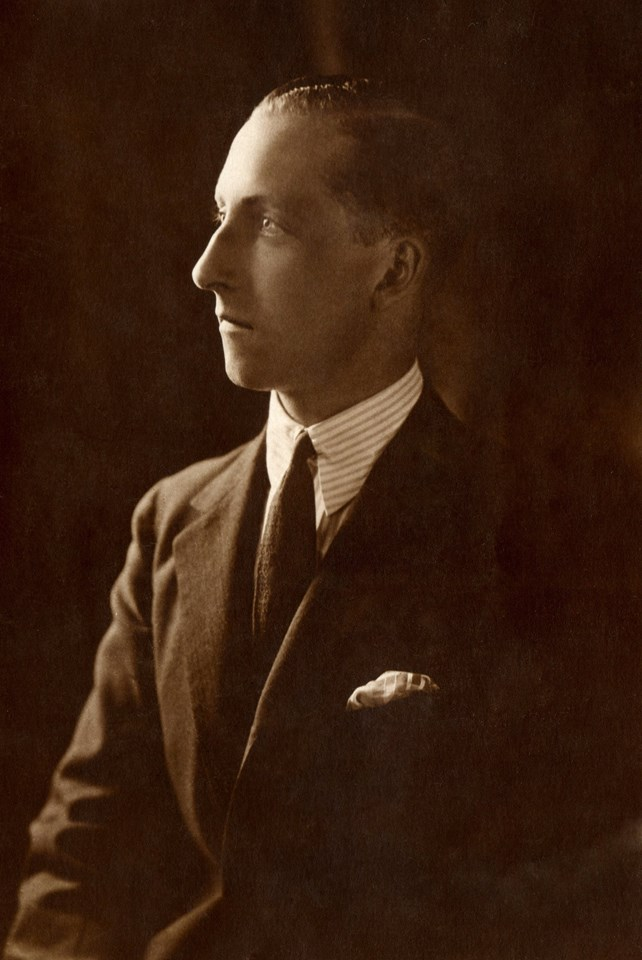
1929年の肖像写真

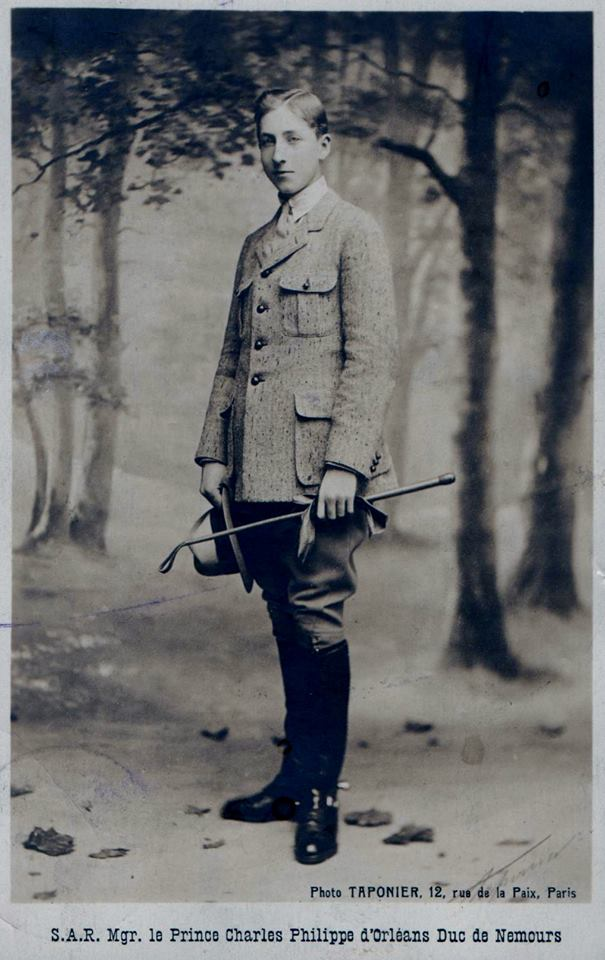
1919年の肖像写真

シャルル＝フィリップ・ドルレアン（Charles-Philippe d'Orléans, 1905年4月4日 ヌイイ＝シュル＝セーヌ - 1970年3月10日 ヌイイ＝シュル＝セーヌ）は、フランスの旧王族オルレアン家の子孫。最後のフランス王ルイ・フィリップ1世の次男ヌムール公ルイの曾孫であり、曾祖父の保有していたヌムール公の儀礼称号を使用した。

## 生涯
ヴァンドーム公エマニュエル・ドルレアンとその妻のベルギー王女アンリエットの間の第4子・長男として、ヌイイ＝シュル＝セーヌのボルゲーゼ通りにあった父の邸宅で誕生。正式な洗礼名はシャルル＝フィリップ・エマニュエル・フェルディナン・ルイ・ジェラール・ジョゼフ・マリー・ギスラン・ボードゥアン・クリストフ・ラファエル・アントワーヌ・エクスペディ（Charles-Philippe Emmanuel Ferdinand Louis Gérard Joseph Marie Ghislain Baudouin Christophe Raphaël Antoine Expédit d’Orléans）だが、家族・親族内ではシャピー（Chappy）の愛称で呼ばれた。幼少期は優秀な家庭教師を付けられ、ギーズ公爵夫人イザベルが息子のパリ伯アンリのために家庭教師の横取りを目論んだほどだった。
1926年にギーズ公ジャンがオルレアン家の家督を継承して以来、シャルル＝フィリップの属するヌムール公爵家は「王家」の最近親の男系分家として重んじられるようになった。1931年父ヴァンドーム公が死ぬと、シャルル＝フィリップは7月王政崩壊に伴い法的根拠を失った王制の伝統において、ギーズ公の長男パリ伯アンリ（「王太子」）に次ぐ継承権を有する筆頭血統親王として扱われた。
1928年9月24日、アメリカ合衆国を旅行中に親しくなった米国人女性マーガレット・ワトソン（1899年 - 1993年）と結婚するが、家長のギーズ公から王族としての正統な婚姻とは認められなかった。妻との間に子はなかった。
1967年から1969年にかけて聖ラザロ騎士団総長を務めた際、パリ伯アンリ（1949年家督継承）の三男で、騎士団の副総長を務めたミシェル・ドルレアンと親しくなった。1967年、ミシェルが父パリ伯に認められないままベアトリス・パスキエ・ド・フランリューと結婚した際、パリ伯はオルレアン家の成員全員にミシェルの婚礼への出席を禁じたにもかかわらず、シャルル＝フィリップは同家メンバーで婚礼に出席した唯一の人物であった。ミシェルはこれに恩を感じ、シャルル＝フィリップに自分と妻の第1子・長女クロティルド・ドルレアン（1968年12月28日生）の洗礼の代父を頼んだほか、シャルル＝フィリップの死後に生まれた自分の長男にシャルル＝フィリップ（1973年3月3日生）の洗礼名を受け継がせている。
シャルル＝フィリップもまた、子供のない自分の死で（ブラジル旧皇族となったオルレアンス＝ブラガンサ家を除外すると）ヌムール公爵家の男系が絶えるため、ミシェル・ドルレアンにヌムール公の儀礼称号を引き継がせたいと願った。しかしパリ伯はこれを認めず、1976年ミシェルにエヴルー伯の儀礼称号を与えるにとどめた。

## 引用・脚注
1. 1 2 3 4 5  Cugnac, Chantal de Badts de; Saisseval, Guy Coutant de (2002) (フランス語). Petit Gotha. ISBN 978-2-9507974-3-8
2. ↑   Almanach de Gotha. (1906)
3. ↑  “GAIA 9 : moteur de recherche”. archive.wikiwix.com. 2022年7月20日閲覧。
4. ↑  Wilmet, Louis (1965) (French). Elisabeth, reine des Belges.. Bomal s/O, J. Petitpas
5. 1 2  Goyet, Bruno (2001). Henri d'Orléans, comte de Paris (1908-1999) : le prince impossible. Paris: O. Jacob. ISBN 2-7381-0934-9. OCLC 47895189
6. ↑  Montjouvent, Philippe de (1998). Le comte de Paris et sa descendance. Charenton (France): Chaney. ISBN 2-913211-00-3. OCLC 43799229